# Arholma-Idö
Arholma-Idö este o arie protejată (arie specială de conservare — SAC, sit de importanță comunitară — SCI) din Suedia întinsă pe o suprafață de 248,5 ha, integral pe uscat.

## Localizare
Centrul sitului Arholma-Idö este situat la coordonatele 59°48′15″N 19°07′48″E / 59.8041°N 19.13°E.

## Înființare
Situl Arholma-Idö a fost declarat sit de importanță comunitară în octombrie 2013 pentru a proteja 1 specie de plante. Situl a fost protejat și ca arie specială de conservare în octombrie 2021.

## Biodiversitate
Situată în ecoregiunile boreală și marină baltică, aria protejată conține 7 habitate naturale: Pajiști fino-scandinave uscate până la mezice, bogate în specii de altitudine mică, Pajiști din zone de pădure fino-scandinave, Pajiști cu Molinia pe soluri calcaroase, turboase sau argilos-nămoloase (Molinion caeruleae), Taiga vestică, Pășuni de coastă din Baltica boreală, Pășuni din zone de pădure fino-scandinave, Pajiști uscate seminaturale și facies de acoperire cu tufișuri pe substraturi calcaroase (Festuco-Brometalia) (* situri importante pentru orhidee).
La baza desemnării sitului se află o specie protejată de  plante: Botrychium simplex.